# Kyŏmik
Kyŏmik (겸익)(ur. V wiek; zm. VI wiek) – koreański mnich buddyjski, założyciel szkoły winai.
Na początku VI wieku udał się drogą morską do Indii. Było to w latach panowania chińskiego cesarza Wu (502–549) z dynastii Liang. Przybył do Indii środkowych, gdzie przebywał w klasztorze Changqiena (prawdopodobnie Sangana-mahāvinaya-vihara). Studiował sanskryt przez 5 lat i opanował go całkowicie. Głęboko także studiował Winaję.
Powrócił do Paekche w 526 r. razem z mistrzem Tipitaki Vedattą (kor. Paedatta). Przywiózł ze sobą Abhidharmapitakę oraz pięć wersji Winai, nie wiadomo jednak których.
Z całego kraju ściągnął 28 koreańskich uczonych i w klasztorze Hŭngnyun wspólnie przetłumaczono Winaję w 72 woluminach, tytułując pracę jako Pŏmbon adamjang obuyulmun (Sanskrycki tekst winai abhidharmy składający się z pięciu części). Uczniowie Kyŏmika Tamuk i Hyein (Hyerin?) napisali obszerny komentarz w 36 woluminach i efekt ich pracy został przedstawiony królowi. Król Sŏng (523-554) napisał wstęp zarówno do Abhidharmy jak i Winai. Teksty te zostały przekazane do budynku T'aeyo na przechowanie. Król chciał skopiować pisma i rozesłać je po kraju, ale jego śmierć nie pozwoliła na zrealizowanie tych planów.
Tłumaczenie Kyŏmika nie przetrwało do naszych czasów.